# سنيبلة

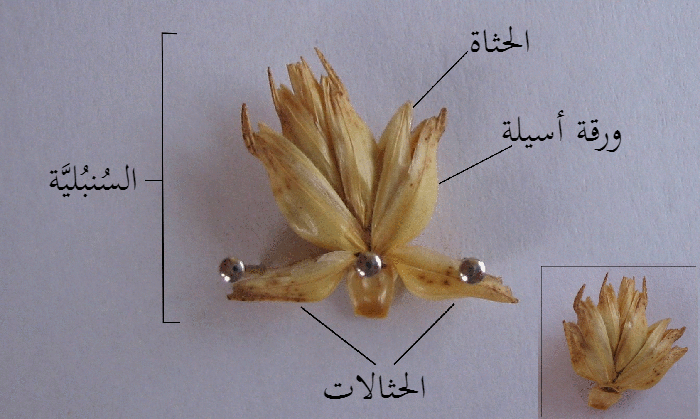
أجزاء سُنَيْبُلة عشبة وحيدة، تتألَّف من قِنَابتين وأربعة زُهَيرات خَصْبَة مع زُهَيرة مَركزيّة إضافيَّة قد تكون عقيمة أو مثمرة

السُّنَيْبِلَة في علم النبات هي وحدة التزهير في شكل الازهرار السنبلي. مجموعها المرصوف المتتابع الارتكاز على محور واحد يؤلف السنبلة. الأمثلة عليها هي الحشائش، السعدية وبعض أحاديات الفلقة الأخرى. وهي تتألف من الحثاة وورقة أسيلة والحثالات.